# Pylargosceles unicolor
Pylargosceles unicolor là một loài bướm đêm trong họ Geometridae.